# Schlange

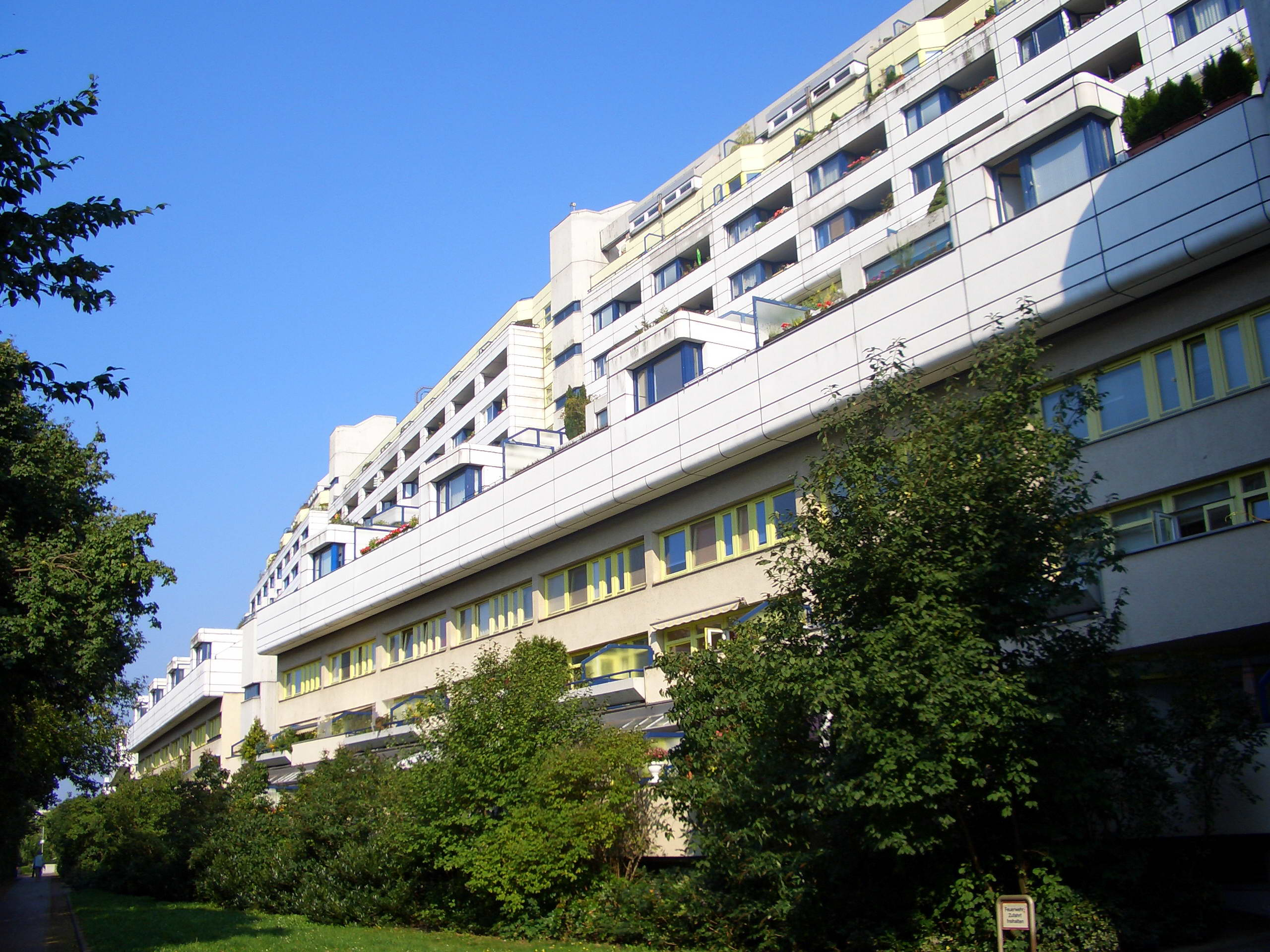

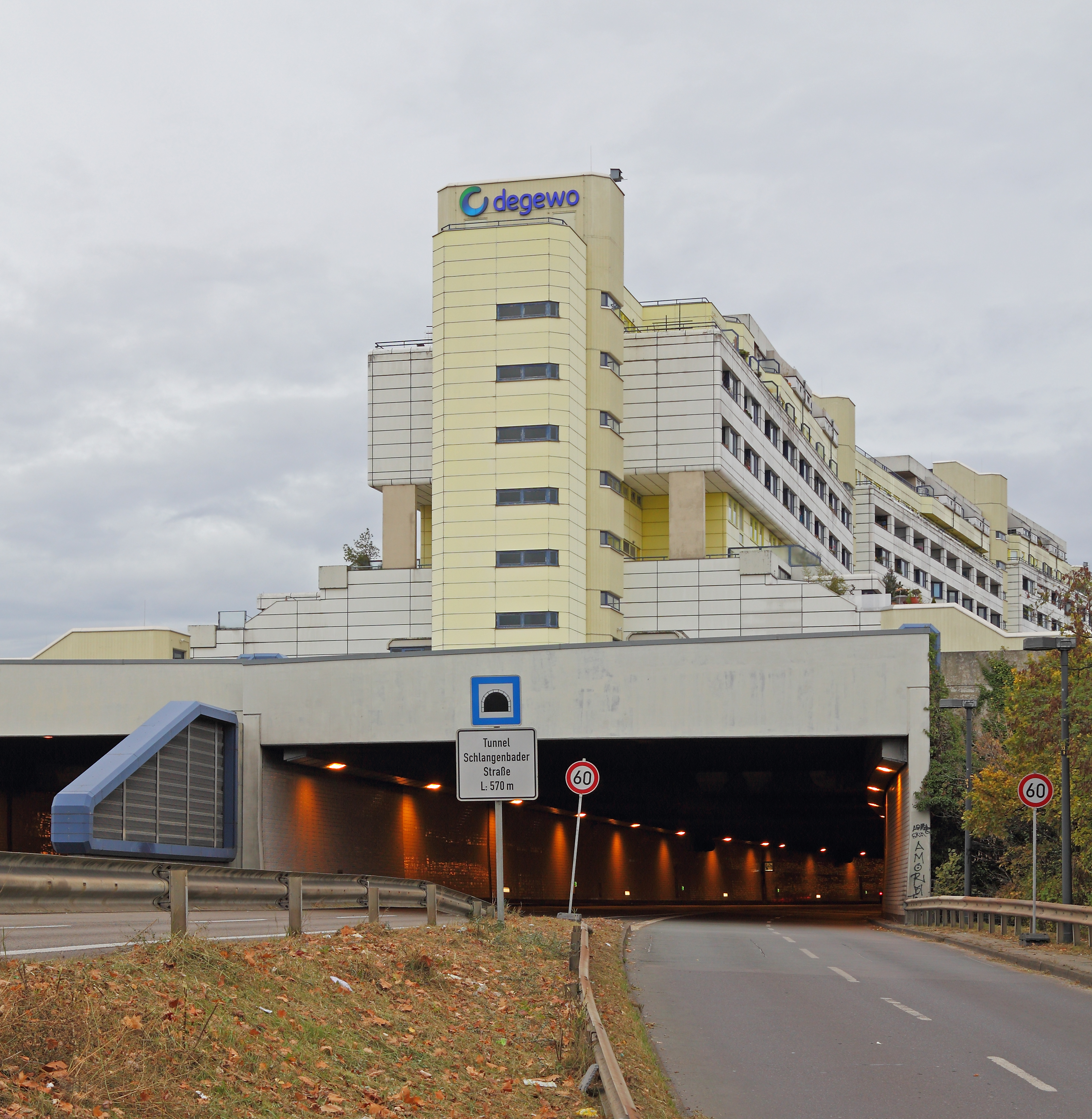

Schlange, officiellt Autobahnüberbauung Schlangenbader Straße, är ett bostadskomplex i Berlin som utmärks genom att vara byggt ovanpå en motorvägssträckning. Schlange byggdes 1976-1980 av det kommunala bostadsbolaget Degewo i dåvarande Västberlin. Motorvägen A104 hade då byggts ut söderut 1970-1971. 
Byggnadskomplexet blev byggnadsminne år 2017. Omkring 3 400 personer bor i de 1 500 lägenheterna.